# Kanton Trets
Kanton Trets is een kanton van het Franse departement Bouches-du-Rhône. Het kanton maakt deel uit van het arrondissement Aix-en-Provence.

## Gemeenten
Het kanton Trets omvat de volgende 8 gemeenten:
- Beaurecueil
- Châteauneuf-le-Rouge
- Fuveau
- Peynier
- Puyloubier
- Rousset
- Saint-Antonin-sur-Bayon
- Trets (hoofdplaats)

Bij de herindeling van de kantons door het decreet van 27 februari 2014, met uitwerking op 22 maart 2015, werden daar volgende 10 gemeenten aan toegevoegd:
- Jouques
- Meyrargues
- Meyreuil
- Peyrolles-en-Provence
- Le Puy-Sainte-Réparade
- Saint-Marc-Jaumegarde
- Saint-Paul-lès-Durance
- Le Tholonet
- Vauvenargues
- Venelles